# 哈喽！葡星人
《哈喽！葡星人》是中国大陆的上海葡乐文化传播有限公司拍摄的一部动画片，该作主要讲述的是来自外星的人与生活在地球的一些孩子发生的事情。

## 剧情
居住在地球的侯烨因为一次意外，遇到了来自外太空的塔塔，而后塔塔因为一些原因要留在地球一段时间，于是塔塔便和侯烨等人的生活中发生了很多有趣的事情。

## 配音演员
- 山新
- 阎么么
- 张琦
- 陶典
- c小调
- 王晓彤
- 金琪
- 何佳易
- 秦紫翼

## 外部連結
- 豆瓣电影上《哈喽！葡星人》的資料 （简体中文）
- 官网